# Torneo Fermín Garicoits 1965
El Torneo Fermín Garicoits fue un torneo oficial organizado por la Asociación Uruguaya de Fútbol, disputado por única vez en la temporada de 1965 entre los 10 clubes de 1ª División de aquel entonces.
En 1965 por decisión de la Asamblea de Clubes no se disputó el tradicional Torneo Competencia, sustituyéndoselo por este torneo especial.
El torneo Garicoits fue disputado previo al Campeonato Uruguayo. Los 10 clubes de la 1ª División de aquel año se dividieron en 2 series (una encabezada por Nacional y la otra por Peñarol) y los ganadores de cada serie se enfrentaron en una final para definir el campeón del torneo
El nombre “Fermín Garicoits” fue como homenaje al exdirigente de Racing y de la Asociación Uruguaya de Futbol.
Serie A “Círculo de Cronistas Deportivos del Uruguay”: Nacional, Colón, Racing, Danubio y Cerro
Serie B “Asociación de Reporteros Gráficos”: Peñarol, Fénix, Rampla Juniors, Sud América y Wanderers
Las series “A” y “B” fueron ganadas por Nacional y Fénix respectivamente. Se enfrentaron en la final disputada el 8 de agosto en el Estadio Centenario, la misma se definió por penales tras culminar igualada 0 a 0 en el tiempo reglamentario. La definición por penales la ganó Nacional por 4 a 3 consagrándose campeón del torneo.

## Fase de grupos

### Serie A “Círculo de Cronistas Deportivos”
| Equipo   | PJ | PG | PE | PP | GF | GC | DG  | Pts. |
| -------- | -- | -- | -- | -- | -- | -- | --- | ---- |
| Nacional | 4  | 4  | 0  | 0  | 18 | 5  | +13 | 8    |
| Racing   | 4  | 2  | 1  | 2  | 8  | 10 | -2  | 5    |
| Colón    | 4  | 1  | 2  | 1  | 11 | 11 | 0   | 4    |
| Cerro    | 4  | 0  | 2  | 2  | 3  | 9  | -6  | 2    |
| Danubio  | 4  | 0  | 1  | 3  | 3  | 8  | -5  | 1    |

### Serie B “Asociación de Reporteros Gráficos”
| Equipo         | PJ | PG | PE | PP | GF | GC | DG | Pts. |
| -------------- | -- | -- | -- | -- | -- | -- | -- | ---- |
| Fénix          | 4  | 3  | 0  | 1  | 7  | 4  | +3 | 6    |
| Sud América    | 4  | 2  | 2  | 0  | 8  | 5  | +3 | 6    |
| Peñarol        | 4  | 1  | 2  | 1  | 4  | 3  | +1 | 4    |
| Wanderers      | 4  | 1  | 1  | 2  | 5  | 6  | -1 | 3    |
| Rampla Juniors | 4  | 0  | 1  | 3  | 5  | 11 | -6 | 1    |

### Final del Torneo
| 8 de agosto de 1965 | Nacional | 0:0 (4:3 p.) | Fénix | Estadio Centenario, Montevideo |  |

| Campeón Nacional 1.er título |